# Cono Nazko

Il Cono Nazko si trova all'estremità orientale della cintura vulcanica di Anahim, in corrispondenza del punto caldo di Anahim.

Il Cono Nazko è un piccolo e potenzialmente attivo cono di scorie basaltiche situato nella parte centrale della Columbia Britannica, nel Canada, circa 75 km a ovest della cittadina di Quesnel e 150 km a sudovest della città di Prince George.

## Caratteristiche
È il più orientale dei vulcani che compongono la cintura vulcanica di Anahim. Il piccolo cono ricoperto di alberi si innalza di appena 120 m al di sopra degli altopiani di Chilcotin e Nechako e poggia sui resti di rocce di tillite deposte in ambiente glaciale.
 
Si è formato in seguito a tre episodi di attività vulcanica, il primo dei quali ebbe luogo durante l'interglaciale del Pleistocene, circa 340.000 anni fa.
Il secondo stadio produsse un esteso monticello di scorie di ialoclastite eruttata al di sotto della calotta di ghiaccio della Cordigliera durante il Pleistocene.
L'ultima eruzione ha prodotto due piccoli flussi di lava che hanno scorso per circa 1 kilometro in direzione ovest, oltre a produrre una coltre di cenere vulcanica che si estende per parecchi chilometri a nord e a est del cono.

## Origini
Il Cono Nazko ha cominciato ad eruttare circa 340.000 anni fa e da allora ha continuato a crescere. Come tutti i vulcani della cintura di Anahim, il Cono Nazko è stato originato dal punto caldo di Anahim, un pennacchio di magma che risale dalle profondità del mantello terrestre. Il punto caldo rimane in una posizione fissa, mentre la placca nordamericana si sposta ad una velocità di circa 2-3,3 cm all'anno. La risalita del magma dà origine ai vulcani, che continuano la loro attività eruttiva per qualche milione di anni prima che il movimento della placca provochi l'interruzione del flusso di alimentazione.
Il punto caldo è rimasto attivo per almeno 13 milioni di anni, dando luogo alla cintura vulcanica di Anahim che si estende per 600 km. Attualmente il punto caldo di Anahim si trova proprio al di sotto del Cono Nazko, che è il più giovane dei vulcani che costituiscono la cintura.